# Дзьоган червоногузий
Дзьога́н червоногузий (Veniliornis kirkii) — вид дятлоподібних птахів родини дятлових (Picidae). Мешкає в Центральній і Південній Америці.

## Опис

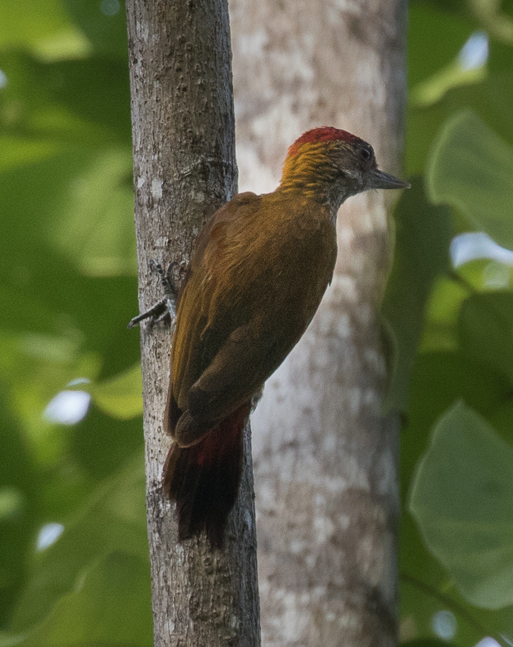
Червоногузий дзьоган

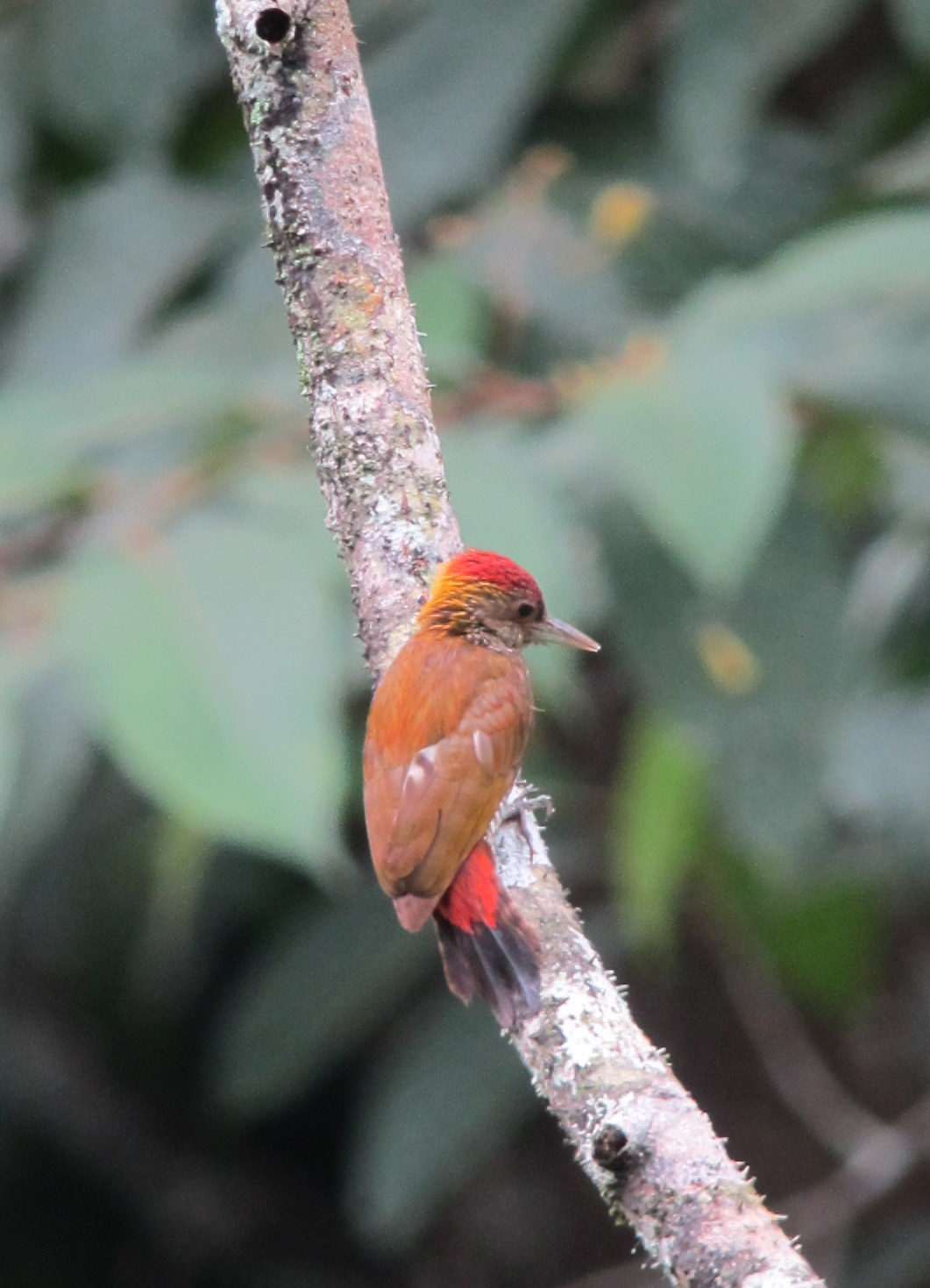
Червоногузий дзьоган

Довжина птаха становить 15-16,5-18 см, вага 28-30 г. Верхня частина тіла оливково-зелена, спина і верхні покривні пера крил мають золотисто-оранжевий відтінок. Гузка і надхвістя оранжево-червоні, махові пера темно-коричневі з оливково-зеленими краями, нижні покривні пера крил кремові. Підборіддя сірувате, нижня частина тіла темно-оливкова, поцяткована вузькими охристими смужками і широкими білуватими смужками. Дзьоб темний, знизу біля основи світло-сірий, лапи сірі. У самців тім'я темно-оливкове, потилиця і задня частина шиї темно-сірі, поцятковані червоними смужками, за очима золотисто-жовті смуги. У самиць тім'я і потилиця темно-коричневі, поцятковані коричневими і жовтими плямками.

## Підвиди
Виділяють п'ять підвидів:
- V. k. neglectus Bangs, 1901 — південно-західна Коста-Рика і західна Панама;
- V. k. cecilii (Malherbe, 1849) — від східної Панами і західної Колумбії до західного Еквадору і північного Перу;
- V. k. continentalis Hellmayr, 1906 — північна і західна Венесуела;
- V. k. monticola Hellmayr, 1918 — тепуї на південному сході Венесуели;
- V. k. kirkii (Malherbe, 1845) — північно-східна Венесуела, острови Тринідад і Тобаго.

## Поширення і екологія
Червоногузі дзьогани мешкають в Коста-Риці, Панамі, Колумбії, Венесуелі, Гаяні, Еквадорі, Перу та на Тринідаді і Тобаго. Вони живуть у вологих і сухих рівнинних тропічних лісах, вологих гірських тропічних лісах, на плантаціях, в парках і садах. Зустрічаються на висоті до 1900 м над рівнем моря. Живляться дрібними кмахами та їх личинками. Гніздяться в дуплах, на висоті від 3 до 8 м над землею. В кладці 2-3 білих яйця.